# Macelo de Lívia
Macelo de Lívia (em latim: Macellum Liviae) foi um mercado de provisões (macelo) da antiga Roma localizado no Esquilino, na Região V. Foi construído por Augusto (r. 27 a.C.–14 d.C.) em honra de sua esposa, Lívia Drusa, e provavelmente pode ser identificado com o τὸ τεμένισμα τὸ Λίουιον ὠνομασμένον dedicado por Tibério no começo de 7 a.C..
Registra-se que foi restaurado entre 364-378 por Valentiniano I (r. 364–375), Valente (r. 364–378) e Graciano (r. 367–383) e pode ser o macelo citado em um fragmento do Plano de Mármore. Na Crônica de Benedito de Soracte do ano 921, diz-se "Igreja de São Eusébio próxima a um pequeno mercado" (aecclesia Sancti Eusebii iuxta macellum parvum) e segundo o Liber Pontificalis a Basílica de Santa Maria Maior estava "próxima ao macelo de Líbia" (iuxta macellum Libiae). O Macelo de Lívia foi citado na descrição da rota processual da Ordem dos Beneditos e faz parte do nome da Igreja de Vítor, Modesto e Crescência no Macelo.
Imediatamente fora da Porta Esquilina, ao norte da estrada, foram encontradas ruínas que correspondem com as descrições. Elas consistem em um pátio aberto, de 80 por 25 metros, construído de tijolos e opus reticulatum, e paralelo com a linha da Muralha Serviana. Ele foi cercado com pórticos e tabernas cerâmicas de vários tipo. A porção sul parece ter sido invadida por residências particulares tão cedo quanto o século III.